# Алиш, Павел Васильевич
Па́вел Васи́льевич (Фри́дрих Вильге́льм Па́уль) А́лиш (1842 — после 1917) — российский архитектор немецкого происхождения. Представитель неовизантийского, а также кирпичного стиля, промышленный архитектор.

## Биография
Учился в Академии архитектуры в Берлине (1863—1865). Аттестован Петербургской Академией Художеств (1869) как неклассный художник за «проект здания для гласного судопроизводства».
Ученик и помощник Р. Б. Бернгарда. Упоминается также как сотрудник К. К. Рахау и К. И. Винклера, с последним разрабатывал дизайн кованых изделий для Г. А. Тейфеля.
Действительный член Петербургского общества архитекторов (с 1880 года). С 1880 до 1891 года служил архитектором глазной лечебницы Ведомства учреждений императрицы Марии, вышел в отставку по собственному прошению по причине расстроенного здоровья, после чего его место занял Г. В. Барановский. Архитектор Кренгольмской мануфактуры в Нарве.

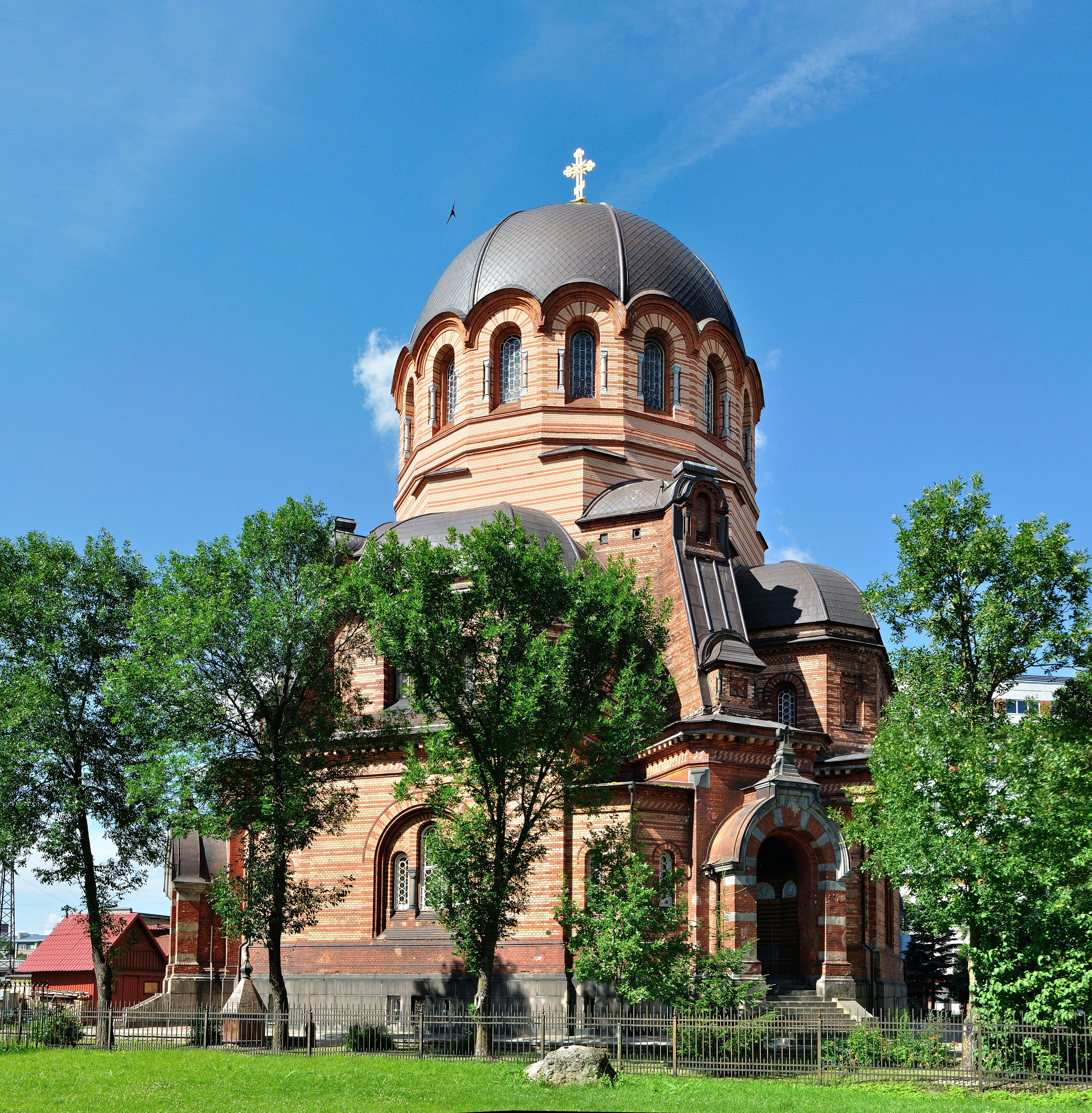
Нарвский Воскресенский собор.

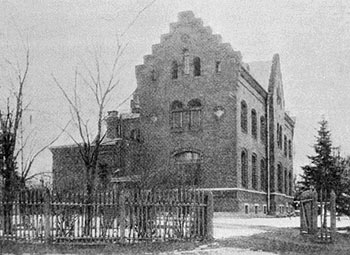
Дом одного из директоров Кренгольмской мануфактуры — Ивана (Джона) Карра (1893). 1907.

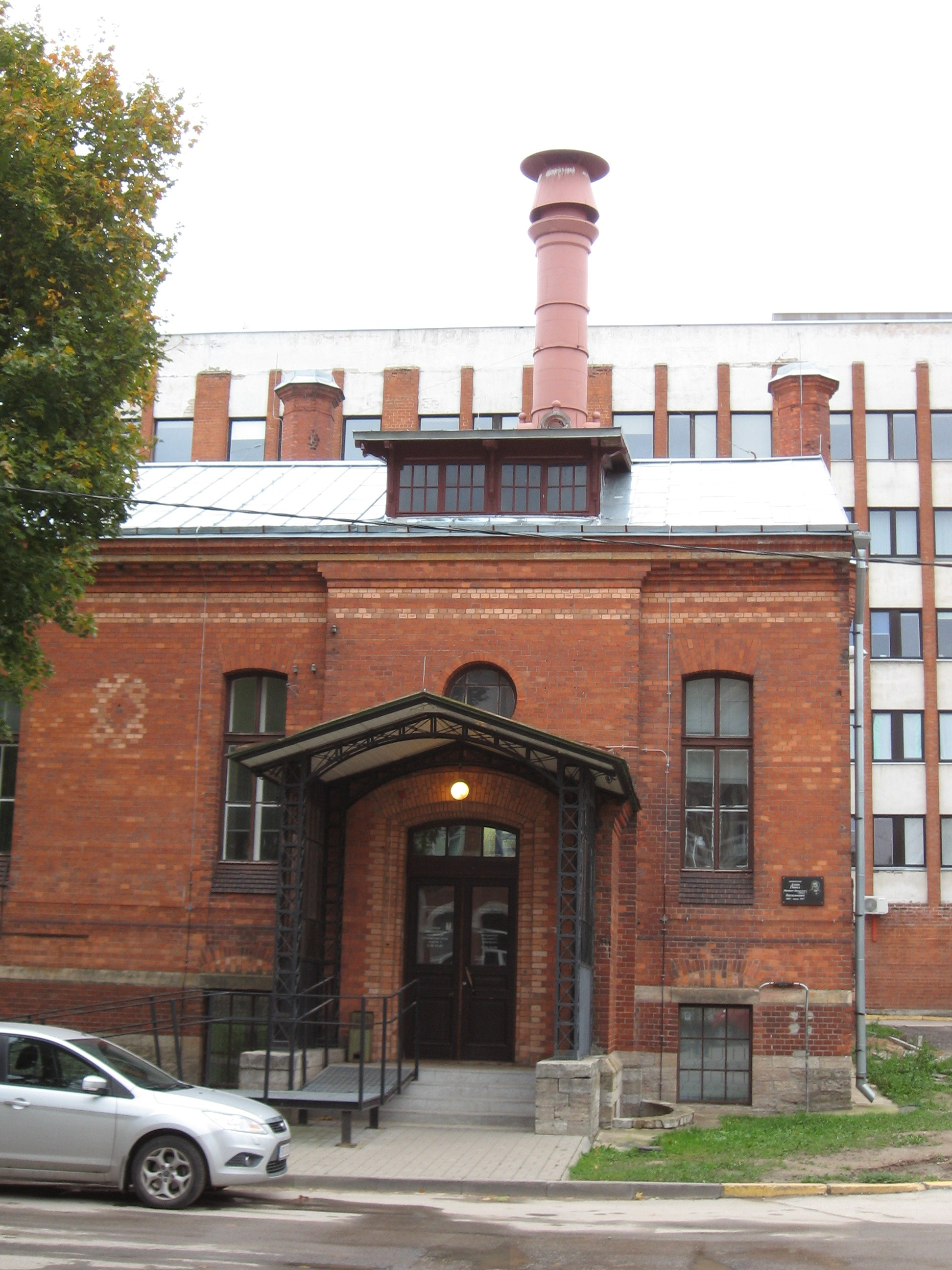
Кренгольмская старая больница (1906). Справа от входа видна памятная табличка в честь П. В. Алиша.

Супруга — Эмилия Ивановна Алиш.

## Адреса в Санкт-Петербурге
- В 1880—1890-х снимал комнаты у княгини В. Ф. Оболенской в доме О. П. Головкина (Моховая улица, 7).
- В 1905 - 1909 снимал квартиру в доходном доме М.И. Лопатина (Невский проспект, 100)[7]
- В 1910—1917 совместно с супругой владел домом наследников Н. Н. Балкашиной (Пушкинская улица, 8)[8].

## Проекты и постройки

### Нарва
- Воскресенский собор в Нарве (1890—1896);
- Здания Кренгольмской мануфактуры в Нарве (1890-е—1908), большая часть которых внесена в государственный регистр памятников культуры Эстонии[9].

### Санкт-Петербург
- Переделки здания Учётно-ссудного банка (Дом Энгельгардта) и строительство сейфового хранилища во дворе (1880-е, соавт.: Р. Б. Бернгард)[10];
- Административное здание Металлического завода. Свердловская набережная, 18: 1886—1893, совместно с: О. Г. Крель, Р. А. Берзен)  памятник архитектуры (вновь выявленный объект)[11];
- Перестройки, расширение, новые производственные корпуса гвоздильного завода Общества железопрокатного и проволочного заводов. 25-я линия ВО, 6Б (конец XIX — начало XX. вв., совместно с: П. К. Бергштрессер, Н. М. Проскурнин)[12]  памятник архитектуры (вновь выявленный объект)[11].

### Другие места
- Дом Р. Б. Бернгардта. Таллин, Улица Пикк, 62 (1878—1879; совместно с Р. Б. Бернгардтом)[13][14];
- Лютеранская церковь в немецкой колонии Фрейденталь в Екатеринославской губернии (1881)[15][16].